# Colleen McMahon
Pour les articles homonymes, voir McMahon.
Colleen McMahon, née en 1951, à Columbus (Ohio), est juge fédéral des États-Unis au département de la Justice du Sud de New York.

## Biographie

### Formation et carrière
Née à Columbus (Ohio), McMahon passe un Baccalauréat Universitaire ès Lettres à l'Université d'État de l'Ohio State University en 1973 et devient Docteur en droit diplômée de la Faculté de droit de Harvard en 1976. Elle travaille dans un cabinet de New York de 1976 à 1995, sauf en 1979 et 1980 où elle est assistante de Donald McHenry, le Représentant permanent aux Nations unies des États-Unis.  Elle officie comme juge de la New York Court of Claims et de la Cour Suprême de New York de 1995 à 1998.

### Service judiciaire fédéral
Le 21 mai 1998, McMahon est nommée par le président Bill Clinton pour rejoindre le département de la Justice du Sud de New York, après le départ de John F. Keenan. McMahon reçoit une confirmation du Sénat américain le 21 octobre 1998 et reçoit ses lettres patentes le lendemain. Elle devient juge en chef le 1er juin 2016.

## Affaires notables
McMahon préside un cas de diffamation à la suite d'une plainte de la Drug Enforcement Administration contre les producteurs du film American Gangster, accusés de peindre ces agents comme corrompus,.
Elle est aussi juge dans le cas des Newburgh four sur la question de l'agent du FBI Robert Fuller qui devait protéger le témoin Shahed Hussain. Lors de la sentence, elle fait remarquer que le FBI a joué un rôle clé dans l'affaire. Elle affirme : « [Le FBI] a écouté ses fantasmes de courage et de fanatisme pour inventer des actes de terrorisme, puis les a concrétisés ». Elle ajoute ensuite : « Seul le gouvernement pouvait considérer M. Cromitie comme un terroriste ».